# 이와이 나오히로
이와이 나오히로(일본어: 岩井直溥, 1923년 10월 2일 ~ 2014년 5월 10일）는 일본의 작곡가이자 편곡가, 지휘자이다. 도쿄 음악학교(현 도쿄 예술대학) 졸업.

## 인물, 내력
1942년에 구 도쿄음악학교에 입학했다. 1943년에 학도병으로 구 일본 제국 육군에 입대하여 한반도로 갔으나 곧 지바현 나라시노시의 동부군 교육대에 옮겨가 다테야마시의 수비대에서 견습사관(준위)로 종전을 맞았다. 모친은 제국극장의 리허설 피아노 연주자다. 호른 전공이나, 종전 후 재즈계에 입문하여 트럼펫도 연주한다. 밴드를 결성하여 도쿄 긴자의 미군의 나이트클럽에서 연주하였다. 여러 밴드를 거치며 편곡을 시작했다.

## 주요 작품

### 편곡
- E.T의 테마
- G선상의 아리아
- 아프리칸 심포니